# Michail Wassiljewitsch Issakowski

Grabdenkmal für Issakowski auf dem Nowodewitschi-Friedhof

Michail Wassiljewitsch Issakowski (russisch Михаил Васильевич Исаковский; * 7. Januarjul. / 19. Januar 1900greg. in Glotowka, bei Smolensk; † 20. Juli 1973 in Moskau) war ein russischer Dichter.
Michail Wassiljewitsch Issakowski schrieb kommunistische Geschichten, Liedtexte und Gedichte, die die Politik der Sowjetunion priesen. Das berühmteste Lied, das er verfasste, ist Katjuscha, ein russisches Liebeslied.
Er erhielt für seine Lieder zweimal den Stalinpreis (1943 und 1949), viermal einen Leninorden, und 1970 wurde er als Held der sozialistischen Arbeit ausgezeichnet. Er hat auch Esperanto gelernt.
1997 wurde der Asteroid (5091) Isakovskij nach ihm benannt.